# Крейсери типу «Реїна Рехенте»
«Реїна Рехенте» був типом захищених крейсерів ВМС Іспанії. До відповідної серії кораблів входили «Реїна Рехенте», «Альфонсо XIII» та «Лепанто».

## Конструкція
Довжина кораблів класу становила 96 м, мав ширина 15,24 м, осадка 6,21 і водотоннажність 4725 тонн. Кораблі були оснащені двома валовими поршневими двигунами, які забезпечували максимальну швидкість 20 вузлів.
Артилерія головного калібру була розміщена у чотирьох одногарматних баштах. Допоміжне озброєння складалося з шести одиночних 120 мм гармат та аналогічної кількості 57 мм гармат.
Головний корабель був побудований британською John Brown & Company, а решта кораблів на іспанських верфях.

## Історія служби
Перший корабель «Реїна Рехенте» загинув під час шторму 10 березня 1895 року у Кадіській затоці.
Лише «Альфонсо XIII» взяв участь у Іспансько-американській війні, хоч його будівництво ще було не завершене. Водночас до фактичної участі у бойових діях корабель не залучався.